# Silent Heroes
Silent Heroes è un cortometraggio muto del 1913 diretto da Jay Hunt.

## Trama
Tom, rimasto a casa con la madre morente, è ritenuto da tutti un codardo perché non è partito per la guerra. Quando la madre viene a mancare, però, Tom guida i suoi servitori alla battaglia e riporta la vittoria a costo della propria vita, cancellando così da sé ogni sospetto ingiurioso verso il suo coraggio.

## Produzione
Il film fu prodotto dalla Broncho Film Company.

## Distribuzione
Distribuito dalla Mutual, il film - un cortometraggio in due bobine - uscì nelle sale statunitensi il 24 settembre 1913.